# Dendrophyllia cornigera
Espèce
Statut CITES
Dendrophyllia cornigera dont le nom vernaculaire est Corail arborescent jaune est une espèce de coraux appartenant à la famille des Dendrophylliidae.

## Description et caractéristiques
Ce corail est un animal carnivore microphage : Il piège les particules alimentaires (petits animalcules du plancton) grâce à ses tentacules munis de cellules urticantes, les cnidocystes, caractéristiques des coraux.
Il forme de grandes colonies arborescentes, rigides, composées de nombreux polypes aux tentacules longs. Le squelette est recouvert d’une peau jaune d’or, le coenosarc. Les rameaux de la colonie, dont le diamètre est de 12 à 15 cm, forment des massifs de 30 à 40 cm de haut mais peuvent atteindre 80 cm à 1 mètre.